# コインランドリーの女
『コインランドリーの女』（コインランドリーのおんな）は、清原紘による日本の漫画作品。『ビーンズエース』（角川書店）で、2005年から2009年まで掲載されていた。
『月刊少年エース』（角川書店）に掲載され、同作品の単行本に収録された読み切り作品『鈴木姉妹』（すずきしまい）についても記述する。

## 概要
『ビーンズエース』（角川書店）においてVol.1、Vol.6 - Vol.8、Vol.12 - Vol.21と掲載された。作者が小説の漫画化を担当したため、Vol.1、Vol.6 - Vol.8は不定期連載だった。Vol.12から連載化されるが、『ビーンズエース』が2009年11月号増刊のVol.21で休刊したため、事実上の打ち切りとなる。作者にとって、連載化された初のオリジナル漫画作品である。単行本全1巻。
前期は8ページ（場合によっては12ページ）掲載だったが、後期は6ページ（場合によっては4ページ）となった。連載話数の単位は漢数字で「第○○話」。サブタイトルは、基本「○○の巻!」で○○には劇中に登場する台詞や言葉が入る。掲載時は全18話だったが、単行本で正式な最終回（第19話）が描き下ろされた。
とある商店街のコインランドリーに住む謎の美女・真魚子を中心とし、様々な奇行に走る変態達によって展開される不条理ギャグ漫画。初期はホラー要素を強調した雰囲気だったが、連載が進むに連れて、ドタバタギャグとしての面が強くなった。オタク・同人ネタをはじめ、下ネタ・ブラックジョーク・他作品のパロディ等が盛り込まれている。劇中では何年か時間が進んでいるが、そのことについてはあまり触れられていない。
単行本の作者のあとがきには、アシスタントが来る時以外は、孤独な漫画家生活の中で、変態でもいいから一緒にいてくれる友達が欲しいと考えて、この漫画が誕生した旨が書かれている。
単行本の帯の推薦文は、作者がファンであるモリタイシが担当。

## 登場人物
真魚子（まおこ）
本作の主人公。自分が経営するコインランドリーに住み着いている黒髪ロングの美女。前髪の一部だけ異様に長い。普段は肌の露出が多く、フリルが付いた黒い衣装を着ている。彼女の名前が登場するのは、第六話からである。
客が来ると、乾燥機か洗濯機の中に隠れ、映画『リング』シリーズに登場する山村貞子に似た演出で登場し、相手を驚かせることが日課。乾燥機の中から出たら死ぬと言っているものの、実際は平気で出歩いている。
外見に似合わずオタクとしての知識が豊富で、相手の会話をオタク関連へ持っていこうとすることがある。趣味はガンプラやフィギュアの制作で、その腕はかなりのもの。
過去のクリスマスに、全裸に黒ハイソで教会に突入して、般若心経を唱えようしたところを職務質問を受けて、阻止されたことがある。
陰湿で残酷な嫌がらせゲーム「ときめきハート滅殺学園3」に出演しており、そのゲームのモニターをやるために、晴のお金を勝手に使い込んで、Zboxとテレビをコンビニで購入した。
レンタル料を支払わないと、ホームページのレンタルサーバの様にいきなり店ごと消えてしまう。
単行本の作者のあとがきによると、自分の分身であるとのこと。また彼女の名前は、恩田陸の小説『蛇行する川のほとり』の登場人物から引用されている。
田中 晴（たなか はる）
本作のヒロイン。童顔の女子大生。真魚子が劇中で最初に驚かせた客。真魚子と出会ってから、買い出しに行かされたりと付きまとわれるようになった。
高校時代の先輩だった横井（と言うよりも彼の眼鏡）に対して異常な恋愛感情を抱いており、完全なストーカーと化している。彼の自宅に不法侵入し、眼鏡を窃盗（その罪を真魚子に擦り付けている）挙句の果てには盗聴・盗撮し、自分の部屋でそれを視聴しながらデートを行う等、犯罪行為を繰り返している。
貧乳であることを非常に気にしており、指摘されると落ち込んだり、激怒する。王子に求婚された際、そのことを受け入れると言った彼に肘打ちを食らわせ、以降彼に対して暴言を吐くようになった。
将来の夢はお嫁さん。犬を溺愛している。
横井（よこい）
真魚子が2番目に驚かせた客。黒縁眼鏡が特徴の大学生の青年。高校時代は弓道部だった。変態が多い登場人物の中で唯一の常識人。
晴とは大学生になってから偶然コインランドリーで会うまでは面識がなく、現在も自分に好意を抱いていること（犯罪行為についても）を知らない。「ときめきハート滅殺学園」シリーズに詳しい。
鬼久保 ユリ（おにくぼ ユリ）
第五話のみ登場。森ガールファッションを身にまとった、可愛らしい容姿の女性。電話ボックスから10メートル以上離れると頭がおかしくなるという「電話ボックスの女」。
とある用事で長野から上京するも道に迷い、3日程電話ボックスで生活していたところを通りすがりの女子学生に助けられる。
目頭 マコト（めがしら マコト）
真魚子の店の向かいに新規オープンしたライバル店、「コインランドリーじゃぽん」のオーナー。特徴的な目つきをしている女性。登場時22歳。
巨体を誇る超高級洗濯機（1台のみしか置いていない）、イケメン男子達（半裸）による手洗い洗濯（いずれも1回2万円）を導入するなど、今までにないサービスを展開し、真魚子が完敗を認めた。だが、真魚子が超高級洗濯機を使おうと、紙幣と間違えて1000ガバスを突っ込んだところエラーを起こし、店もろとも吹き飛ばされる。店がなくなった後、真魚子の店で経営を学ばせて貰うことになった。内容が陰湿過ぎて毎回販売中止になるゲーム「ときめきハート滅殺学園」シリーズの制作者。
犬（いぬ）
真魚子が店のマスコットキャラクター候補として公園から探して来た生物。犬と呼ばれているが、外観はゆるキャラ風で、実在の犬とは程遠い。足音は「ポペッ」。追い詰められると、泣いているのか怒っているのか判らない態度を取る。ある時、体積が増えることがある。
その容姿に晴が惚れ込み、独断で店のマスコットにされた。ある日、犬の行動に無性にイライラした真魚子によって、散歩途中の河川敷で川へ投げ捨てられる。だが、驚異的な戦闘力で真魚子を屈服させ、結局店に居座ることになった。
組長（くみちょう）
真魚子の店が加入している商店街の組合の組長であり、魚屋の5代目。左目に傷跡があり、隆々とした筋肉質な身体をしている。
容姿と言動から、初対面時に晴はヤクザの組長だと勘違いした。自分より歳下である真魚子を「姐さん」と呼ぶ。真魚子の店に来る際は、何故かいつもガラスを割って登場する。
ドMで、真魚子に無意味な暴力を振るわれても、怒らずに快楽を感じている。商店街のイベントで、真魚子が的当てゲームを出店した際、自ら的になったが、客が寄り付かず、放置プレイに目覚めた。その後、自身で射的の夜店を開くも、自ら的となって銃口の前に立ちふさがって商売にならなかった。この時、歳のせいで少しの刺激に満足できなくなったと、コルク銃を改造して、3発に1発の割合で実弾を混ぜていた。
王子（おうじ）
白馬に乗って登場するなど、外観と言動はおとぎ話に出てくる王子そのもの。自分の容姿に絶対的な自信を持っているナルシスト。
実は組長（魚屋）の息子で、本名はカツオ。家の手伝いをやりたくないと言い切り、暇があれば真魚子の店に遊びに来る無職である。
商店街で見かけて以来、晴に惚れ込んでおり、横井のストーカーをしている彼女をストーカーしていた。彼女に強引に求婚を迫るも、コンプレックスである貧乳について触れてしまったため、肘打ちを食らう。以降、まともに相手にされていない。
ルゥリィ（H.N.）
引きこもり歴12年の男性。外観は眼鏡の肥満体で、漫画「センチメンタルとも子」のタイトルロゴを印刷したＴシャツを着用しているなど、ステレオタイプなオタクである。卵アレルギー。
真魚子と晴が制作したお店の宣伝番組「コインランドリーでもできる ひきこもり☆クッキング」にゲストとして呼ばれる。真魚子から暴言を吐かれたり、言動を無視されたりと、散々な扱いを受ける。

## 鈴木姉妹
『鈴木姉妹』（すずきしまい）は、『月刊少年エース』（角川書店）2006年3月号、2007年1月号に掲載されていた読み切り漫画。全2話。8ページ掲載と『コインランドリーの女』の流れを汲んでいる。
大人でも子供でもない絶妙な年齢である14歳（=鈴木）に夢を持つ仲間で、お互いを「姉妹」と呼ぶ女子高生、山田フミ・中山エリと、つっこみ役のミキの3人を中心としたギャグ漫画。
劇中で使用されている「鈴木」とは14歳の意味で、学校の教室で14歳と言うことが恥ずかしく、クラスに鈴木という苗字がいなかったことが由来である。
『コインランドリーの女』単行本発売に伴い、別雑誌での掲載だったものの、ギャグ繋がりということで、収録されることになった。

### 登場人物
山田 フミ（やまだ フミ）
両サイドの髪を束ねた、栗色の髪を持つ眼鏡少女。16歳。鈴木への興奮のあまり、過激な言動を発することがあり、エリから咎められている。
中山 エリ（なかやま エリ）
黒髪の少女。16歳。ファミレスでバイトをしており、そこで目撃した鈴木について熱く語る。エリと比べるとやや冷静。姉妹には、目撃した鈴木のイメージを送受信する能力（?）がある。
ミキ
ショートヘアーの少女。16歳。名字が設定されていない。姉妹の友人でつっこみ役。ある日、鈴木の話題しかしない姉妹に怒り、14歳を「ただの反抗期」と切り捨てている。姉妹とは恋人の話題等、女子高生らしい会話をしたいと思っている。
義樹（よしき）
2話で登場したミキの弟。短い黒髪に幼い顔立ちの14歳。フミが以前、目撃していた鈴木。帰宅途中の3人の前に偶然現れ、姉妹に年齢を問われ素直に答えてしまう。その後、自宅まで押し掛けられて2時間粘られた。